# Station Budki Nowe
Station Budki Nowe is een spoorwegstation in de Poolse plaats Nowe Budki.